# Winamac (Indiana)
Winamac es un pueblo ubicado en el condado de Pulaski en el estado estadounidense de Indiana. En el Censo de 2010 tenía una población de 2490 habitantes y una densidad poblacional de 706,39 personas por km².

## Geografía
Winamac se encuentra ubicado en las coordenadas 41°3′13″N 86°36′13″O / 41.05361, -86.60361. Según la Oficina del Censo de los Estados Unidos, Winamac tiene una superficie total de 3.52 km², de la cual 3.52 km² corresponden a tierra firme y (0%) 0 km² es agua.

## Demografía
Según el censo de 2010, había 2490 personas residiendo en Winamac. La densidad de población era de 706,39 hab./km². De los 2490 habitantes, Winamac estaba compuesto por el 97.23% blancos, el 0.52% eran afroamericanos, el 0.28% eran amerindios, el 0.44% eran asiáticos, el 0% eran isleños del Pacífico, el 0.28% eran de otras razas y el 1.24% pertenecían a dos o más razas. Del total de la población el 2.29% eran hispanos o latinos de cualquier raza.